# Barkeria naevosa
Barkeria naevosa es una especie de orquídea epífita originaria de México en los estados de Guerrero y Oaxaca.

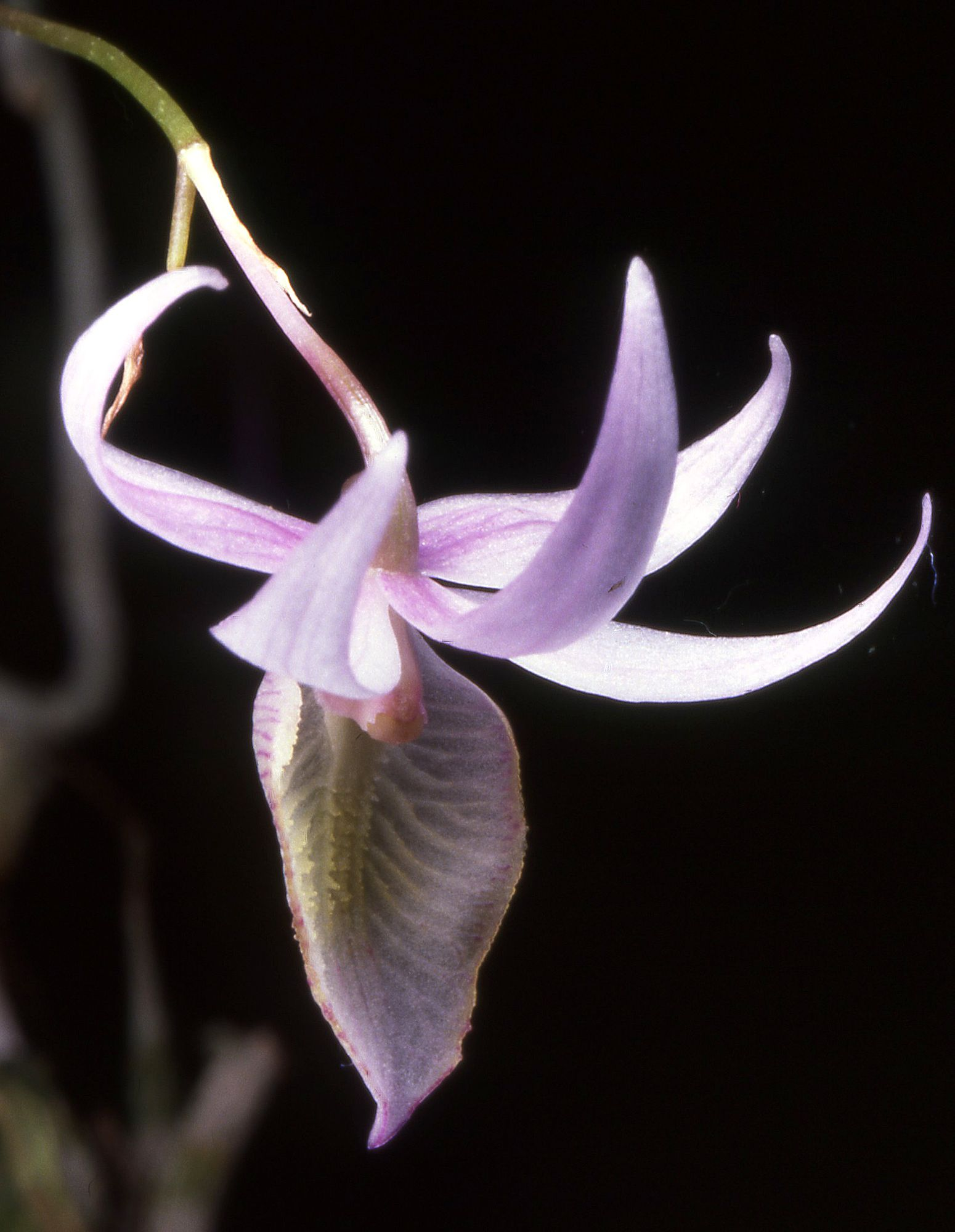
Detalle de la flor

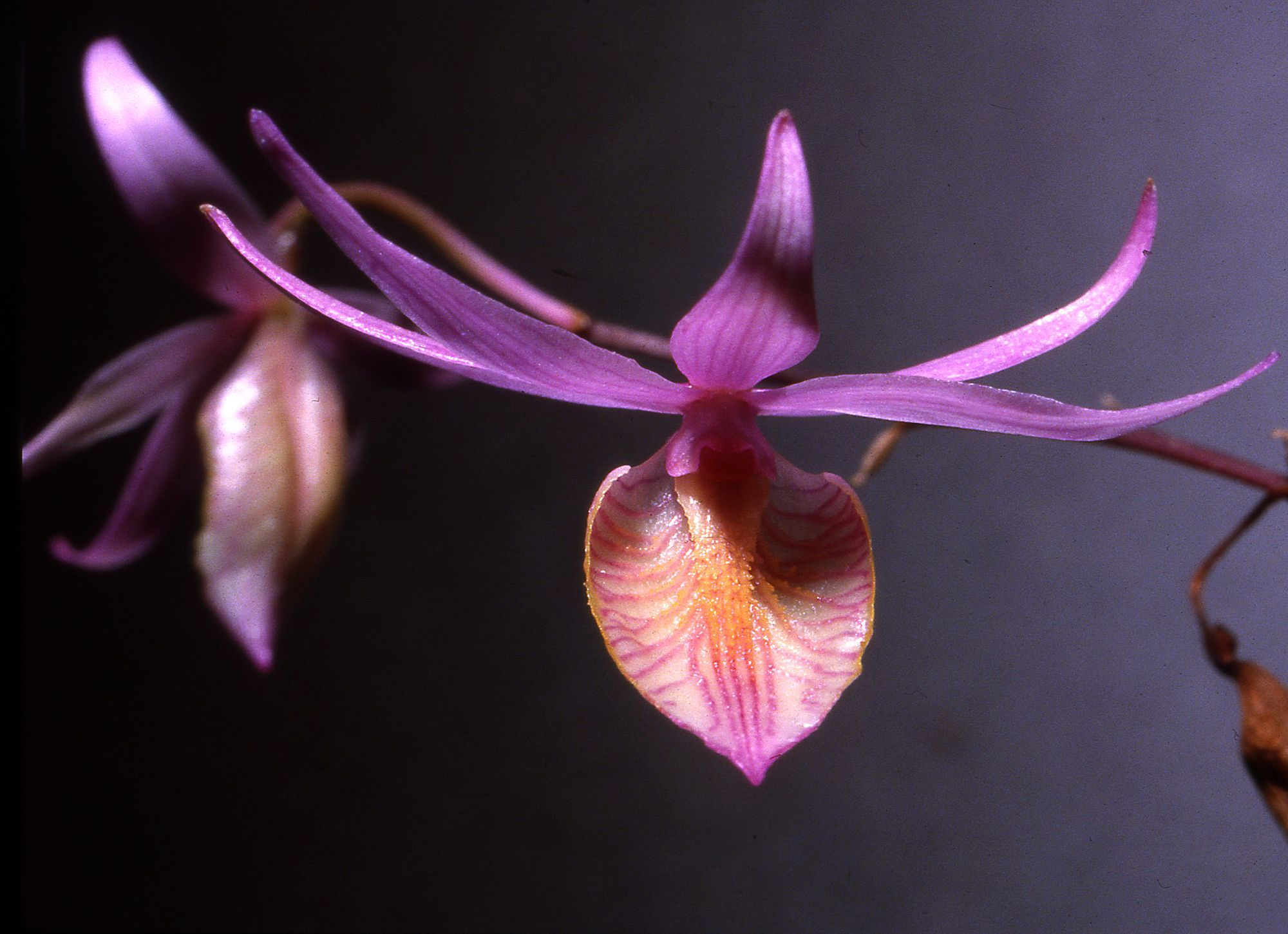
Detalle de la flor

## Distribución y hábitat
Se encuentra en el Estado de Guerrero, Oaxaca y Estado de México, en la costa del Pacífico en las elevaciones desde el nivel del mar hasta los 1.600 metros. 

## Descripción
Es una   epífita de pequeño tamaño, que prefiere el clima cálido, con hábito de epífita, con gruesas raíces carnosas, un rizoma abreviado que da lugar a  5 - 7 pseudobulbos fusiformes, envueltos completamente por vainas ajustadas, de color gris plateado y que llevan de 2 a 6 hojas, dísticas, carnosas, linear-lanceoladas, acuminadas, conduplicadas y articuladas a las vainas inferiores, de color verde manchado de púrpura. Florece en una inflorescencia erecta de 6 a 35 cm  de largo, apical, con muchas flores que puede estar en racimos adicionales derivados dl racimo original y que se producen a finales del otoño, invierno y principios de primavera y llevan  flores muy fragantes.

## Taxonomía
Barkeria naevosa fue descrita por (Lindl.) Schltr. y publicado en Repertorium Specierum Novarum Regni Vegetabilis, Beihefte 19: 46. 1923.
Etimología
Ver: Barkeria
naevosa: epíteto latino que significa "con velas".
Sinónimos
- Barkeria chinensis subsp. naevosa (Lindl.) Thien
- Epidendrum chinense var. naevosum (Lindl.) L.O.Williams
- Epidendrum naevosum Lindl.[4][5]